# Valérie Debord
Valérie Debord (anciennement Valérie Rosso-Debord), née le 29 novembre 1971 à Chaumont (Haute-Marne), est une femme politique française.

## Biographie

### Famille
Valérie Andrée Yvette Debord est née le 29 novembre 1971 à Chaumont dans le département de la Haute-Marne. Elle est la fille de Bernard Debord et de Simone Bilinski, attachée territoriale.

### Formation
Après des études au lycée Frédéric Chopin de Nancy, elle suit les cours à la faculté de droit de Nancy et obtient une maîtrise de droit privé puis un diplôme d'études approfondies (DEA) d'histoire du droit.

### Carrière professionnelle
Valérie Debord commence sa carrière professionnelle en dirigeant l'Union régionale des associations de parents d'enfants déficients auditifs (Urapeda) Bourgogne à Dijon, de 1995 à 1998.
De 1998 à 2002, elle est déléguée territoriale chargée de la formation professionnelle, au conseil régional de Lorraine. Elle est secrétaire générale de la Confédération générale des petites et moyennes entreprises (CGPME)  de Meurthe-et-Moselle de 2002 à 2004, puis est chargée de mission au conseil régional de Lorraine.
En 2025, elle rejoint le groupe Action Logement, comme directrice générale de l'Opérateur national de vente.

### Parcours politique
Son engagement politique commence en 1990 avec son entrée au syndicat étudiant CELF, elle adhère ensuite aux JDS (branche des jeunes du Centre des démocrates sociaux) dont elle devient la vice-présidente pour la Meurthe-et-Moselle en 1992.
Elle est ensuite présidente des Jeunes UDF de Meurthe-et-Moselle de 1998 à 2001. Élue adjointe au maire de Nancy, André Rossinot, en 2001, elle rejoint l'UMP en 2002 lors de sa création et est investie candidate pour les législatives de 2007 par ce parti, pour la 3e circonscription de Meurthe-et-Moselle, prenant la succession de Claude Gaillard. Elle est élue députée au deuxième tour contre Pascal Jacquemin (PS) faisant ainsi son entrée à l'Assemblée nationale. Membre de la Commission des Affaires sociales, elle a présidé la mission d'information parlementaire sur la prise en charge des personnes âgées dépendantes.
D'abord étiquetée comme proche du Premier ministre François Fillon, elle est par la suite approchée par le président du groupe UMP, Jean-François Copé, lequel œuvre pour lui confier plusieurs missions parlementaires. Elle est par exemple rapporteur de la réforme des universités. Alors que ce dernier est devenu secrétaire général de l'UMP, elle est chargée, le 5 avril 2011, d'animer le débat sur la laïcité qu'engage le parti. Elle profite désormais d'une certaine visibilité médiatique, devenant l'une des valeurs montantes de l'UMP tout en étant classée comme proche de Jean-François Copé.
Depuis 2011, elle est déléguée générale adjointe de l'UMP chargée du projet. Très présente dans les médias pour défendre le bilan et le projet de Nicolas Sarkozy, elle fait partie, selon le secrétaire-général de l'UMP, des « révélations […] de la campagne présidentielle de 2012, avec Salima Saa, Guillaume Peltier ou encore Franck Riester ».
À la suite du redécoupage des circonscriptions législatives françaises de 2010, elle se présente lors des élections législatives de 2012 dans la 2e circonscription de Meurthe-et-Moselle. Au second tour, avec 45,85 % des voix, elle est battue, le 17 juin 2012 par le député socialiste sortant Hervé Féron. 
Elle est alors nommée au Conseil supérieur du notariat, en tant que chargée de mission, pour un salaire annuel brut d'environ 110 000 euros. En mars 2018, elle signe une rupture conventionnelle avec son employeur, lui octroyant légalement et de plein droit, l'ouverture des droits à l'allocation chômage dans le cadre d'une création d'entreprise, en complément de ses revenus en tant qu’adjointe au maire, vice-présidente de la métropole et vice-présidence de la région, faisant l'objet de certaines critiques,.
Elle est membre du club Le Siècle.
À l'occasion du congrès de l'Union pour un mouvement populaire de 2012, elle soutient la candidature de Jean-François Copé. En janvier 2013, à la suite de l'accord entre Jean-François Copé et François Fillon visant à mettre un terme à la crise politique du congrès de novembre 2012, elle est nommée, avec le filloniste Bruno Retailleau afin d'assister Hervé Mariton, responsable du pôle projet.
Le 9 décembre 2014, Nicolas Sarkozy, élu président de l'UMP, la nomme secrétaire nationale de l'UMP chargée de la famille. Le 6 janvier 2016, elle est nommée porte-parole des Républicains, en tandem avec Guillaume Peltier, Guillaume Larrivé et Brigitte Kuster.
En 2014, elle devient adjointe au maire de Nancy puis vice-présidente de la communauté urbaine de la ville. En 2016, elle est élue vice-présidente du conseil régional.
Elle soutient Nicolas Sarkozy pour le premier tour de la primaire présidentielle des Républicains de 2016. Dans le cadre de sa campagne, elle est nommée oratrice nationale chargé de la fonction publique. Au second tour, elle soutient François Fillon. Le 2 mars 2017, en vue de l'élection présidentielle, elle renonce à soutenir François Fillon, mis en cause dans des affaires judiciaires.
À la suite de la victoire de Xavier Bertrand aux élections régionales de 2021 dans les Hauts-de-France, elle le soutient ouvertement comme candidat à l'élection présidentielle de 2022 et fait campagne contre une primaire de la droite. Elle devient ensuite l'une de ses porte-paroles. Après la désignation de Valérie Pécresse comme candidate des Républicains, elle rejoint son équipe de campagne au sein de l'équipe de la riposte, chargée de la défendre dans les médias et sur les réseaux sociaux.

## Vie privée
Elle épouse, en 1996, Nicolas Rosso, principal de collège. De cette union, naît une fille, Noémie. En novembre 2012, elle annonce qu'elle est redevenue « Valérie Debord »[réf. nécessaire].
En 2014, elle donne naissance à un garçon, Valentin, dont le père est l’homme politique Sébastien Huyghe. Ils se marient en 2018.

## Détail des mandats et fonctions

### Mandat parlementaire
- 2007-2012 : députée pour la 3e circonscription de Meurthe-et-Moselle

### Mandats locaux
- 2001-2008 : adjointe au maire de Nancy chargée des personnes âgées et des personnes handicapées
- 2001-2008 : membre de la communauté urbaine du Grand Nancy
- 2008-2014 : 3e adjointe au maire de Nancy, vice-présidente du CCAS, membre de la communauté urbaine du Grand Nancy
- 2016-2017 : 4e vice-présidente du conseil régional du Grand Est (déléguée à la Démocratie territoriale et à l'Enseignement supérieur)
- depuis 2017 : présidente du groupe Majorité régionale au conseil régional du Grand Est et 6e vice-présidente du conseil régional (déléguée à l'Emploi)

### Fonctions politiques
- 1992-1998 : vice-présidente des JDS de Meurthe-et-Moselle
- 1998-2001 : présidente des Jeunes UDF de Meurthe-et-Moselle
- 2016-2017 : porte-parole des Républicains

## Distinctions
- Chevalier de la Légion d'honneur (janvier 2017)[20].